# Vittorio Sella

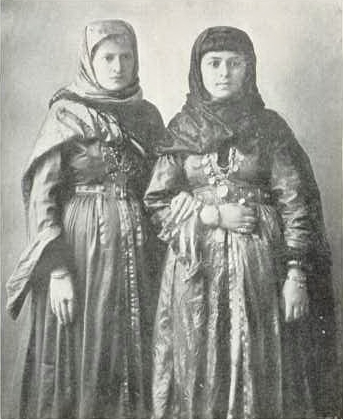
Židovské dívky z Kavkazu, vyšlo v National Geographic, říjen 1913

Vittorio Sella (28. srpna 1859, Biella – 12. srpna 1943, tamtéž) byl italský fotograf a horolezec, který se specializoval na fotografie hor, které jsou považovány za jedny z nejkrásnějších vůbec.

## Život a dílo
Narodil se 28. srpna 1859 v obci Biella na úpatí Alp a o alpinismus se začal zajímat díky svému strýci Quintino Sellovi. Sám zrealizoval několik významných výstupů v Alpách, včetně prvních zimních výstupů na Matterhorn a Monte Rosa, a první zimní travers Mont Blancu. Zúčastnil se několika expedic do ciziny, včetně tří na Kavkaz (kde jeden vrchol nese jeho jméno), do hor Mount Saint Elias na Aljašce, do afrických hor Ruwenzori a v roce 1909 absolvoval expedici na K2 a do pohoří Karákóram. Pozdější tři expedice byly ve společnosti Abruzzského vévody Luigi Amedea. Sella se věnoval horolezectví až do svého stáří, při jeho posledním pokusu zdolat Matterhorn mu bylo sedmdesát šest let. Pokus se nezdařil, jelikož se při nehodě zranil jeden z jeho průvodců.
Vysoká kvalita jeho fotografií byla díky používání fotografických desek o velikosti 30 × 40 cm, a to i přes obtížnou dopravu objemného a křehkého zařízení do vzdálených míst. Musel vymyslet rafinovanou konstrukci, včetně modifikovaného nosného sedla a batohu, aby mohly být tyto poměrně velké skleněné desky přepravovány bezpečně. Jeho fotografie byly často publikovány a vystavovány, velmi je ocenil Ansel Adams, který jich viděl třicet jedna, které Sella vystavoval v americkém Sierra Clubu a prohlásil o nich, že "jsou zcela jistě inspirovány zbožnou úctou". Řada jeho fotografií hor, které pořídil, nebyly do té doby ještě zaznamenány, a tak mají kromě umělecké také historickou hodnotu, například záznam ústup ledovců v pohoří Ruwenzori ve střední Africe.
Zemřel v obci Biella dne 12. srpna v roce 1943. Jeho sbírku fotografií spravuje nadace Sella Foundation (Fondazione Sella) v témže městě. Některé jeho fotografie jsou vystaveny v muzeu Museo Nazionale della Montagna "Duca degli Abruzzi" v Turíně.

## Historické výstupy
- Mount Saint Elias byla poprvé vylezena 31. července 1897 expedicí vedenou slavným cestovatelem Luigi Amadeo di Savoia, vévodou savojským, (který také jako první zkoumal standardní cestu Abruzziho hřebenem na K2) spolu s horským fotografem Vittorio Sellou.

- Kančendženga je za dobrého počasí viditelná z indického Dardžilingu a byla proto známým vrcholem odnepaměti. První průzkum okolí hory provedl Douglas Freshfield v roce 1899. Společně s Vittoriem Sellou obešli horu dokola (Nepálem prošli ilegálně), prozkoumali všechny tři stěny hory (JZ, V a SZ) a našli k nim přístupové cesty.

## Galerie

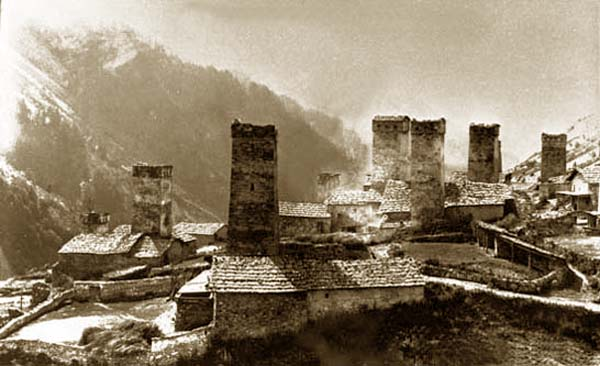
Vesnice Mulakhi
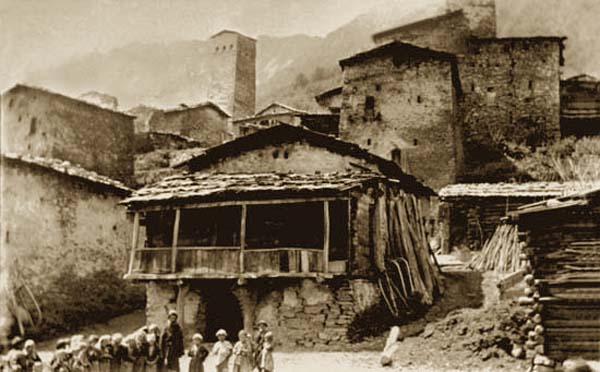
Vesnice Gebi
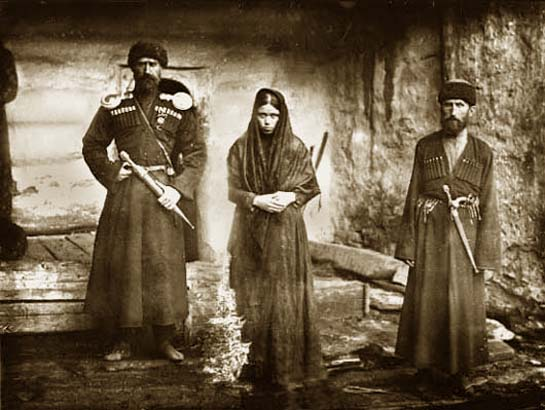
Knížecí rod Gelovaniových z Gruzie, který kdysi vládl ve Svanetii
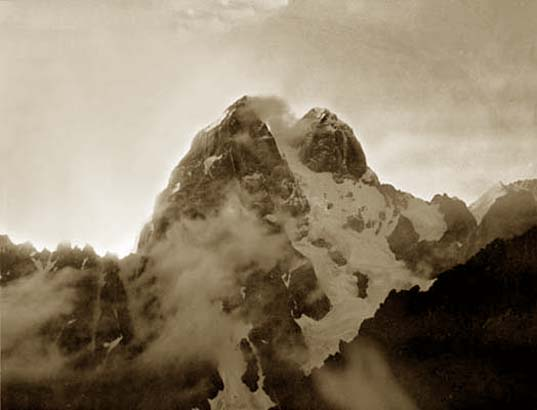
Ušba, 4710 m, hora střední části Velkého Kavkazu v gruzínském regionu Svanetie
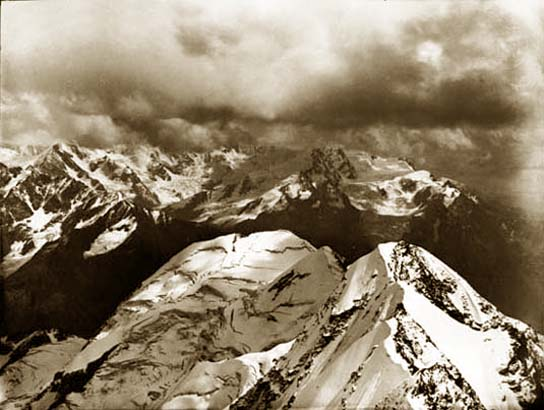
Panorama pohoří Svanetie, historická provincie Gruzie v její severozápadní části
Pohled na Siniolchu 6888 m, z ledovce Zemu (délka 29 km v roce 1900); vpravo dole jsou vidět postupující horolezci
Kemp na moréně ledovce Zemu po předchozím sněžení
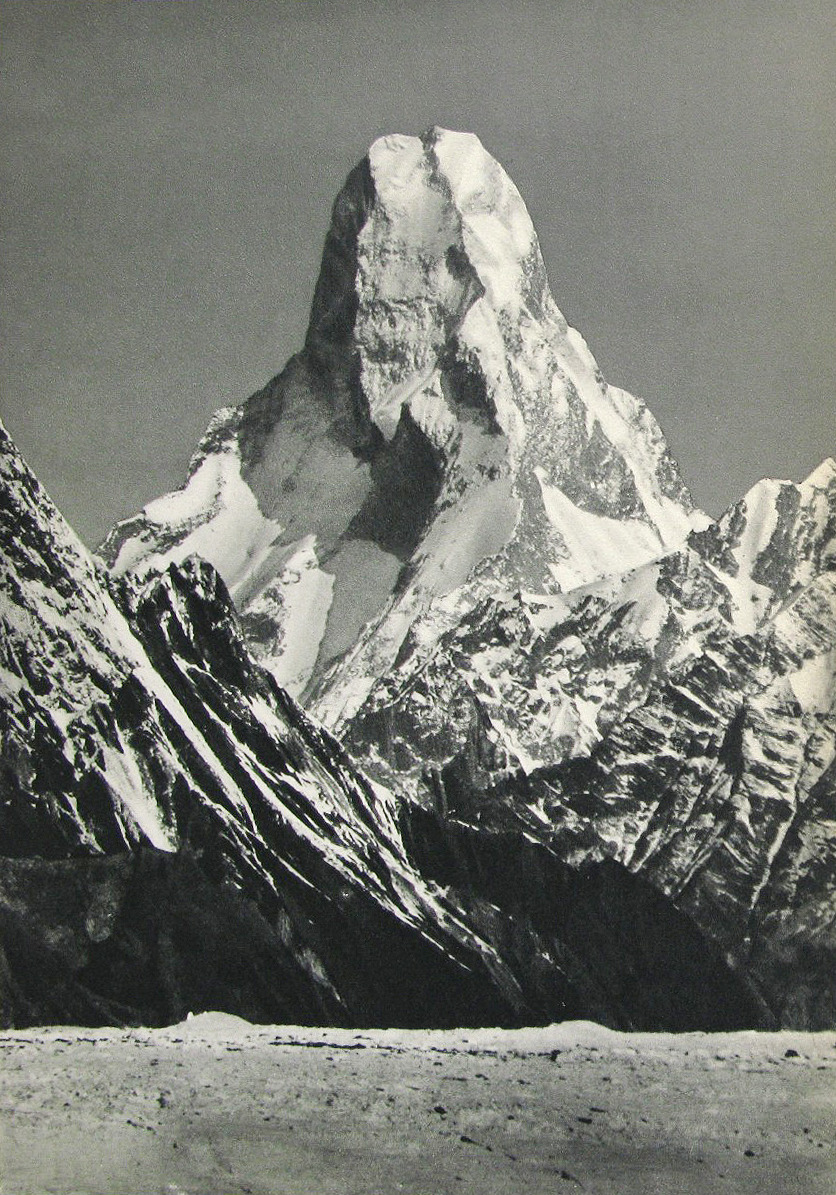
Pohled na Muztagh Tower, ze západních svahů Baltoro Kangri (7312 m)
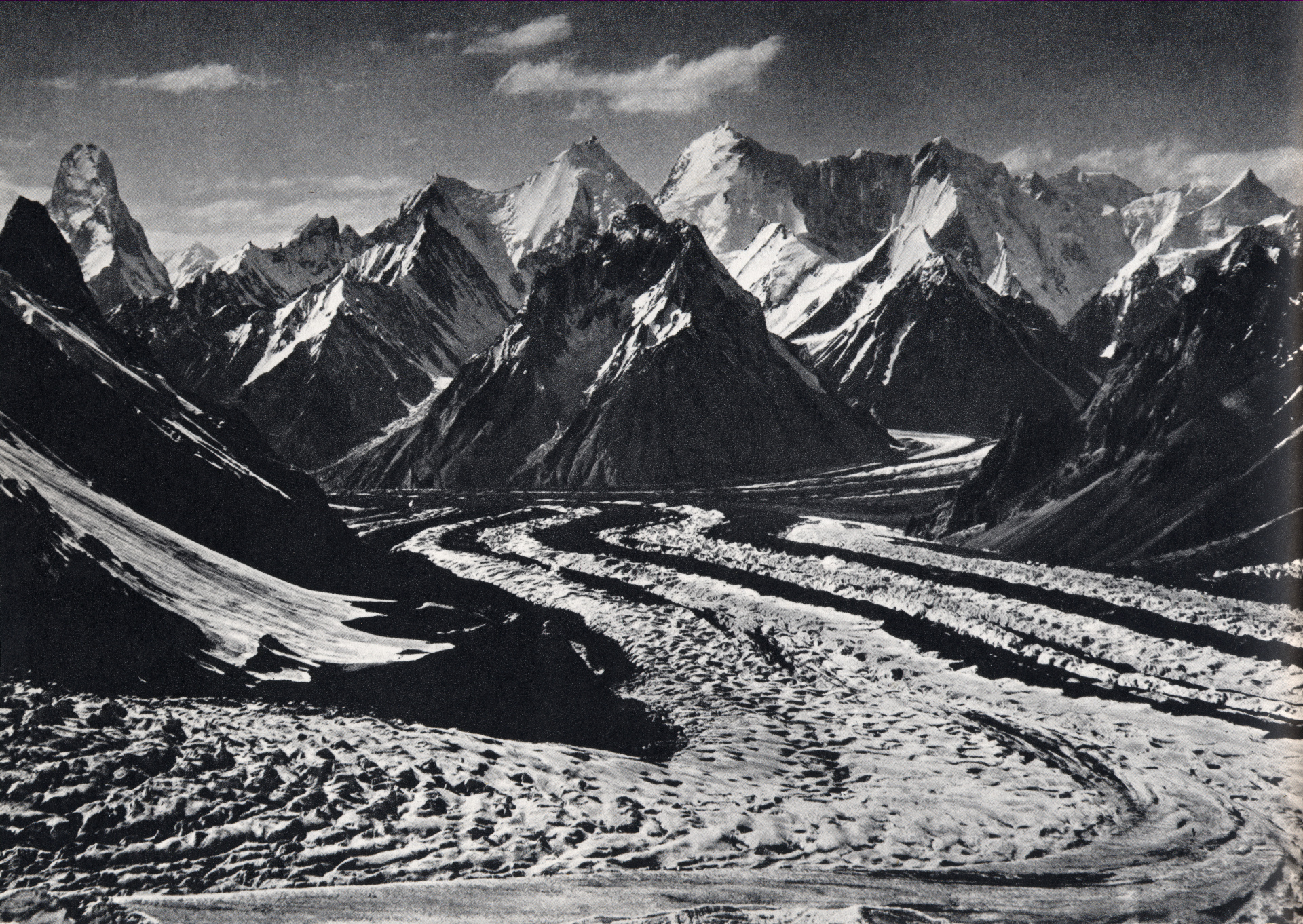
Pohled z ledovce Upper Baltoro směrem k Muztagh Tower (zcela vlevo) a Skil Brum (vpravo uprostřed). Fotografii pořídil Vittorio Sella během italské expedice K2 pod vedením Luigiho Amedea, vévody z Abruzzi v roce 1909.
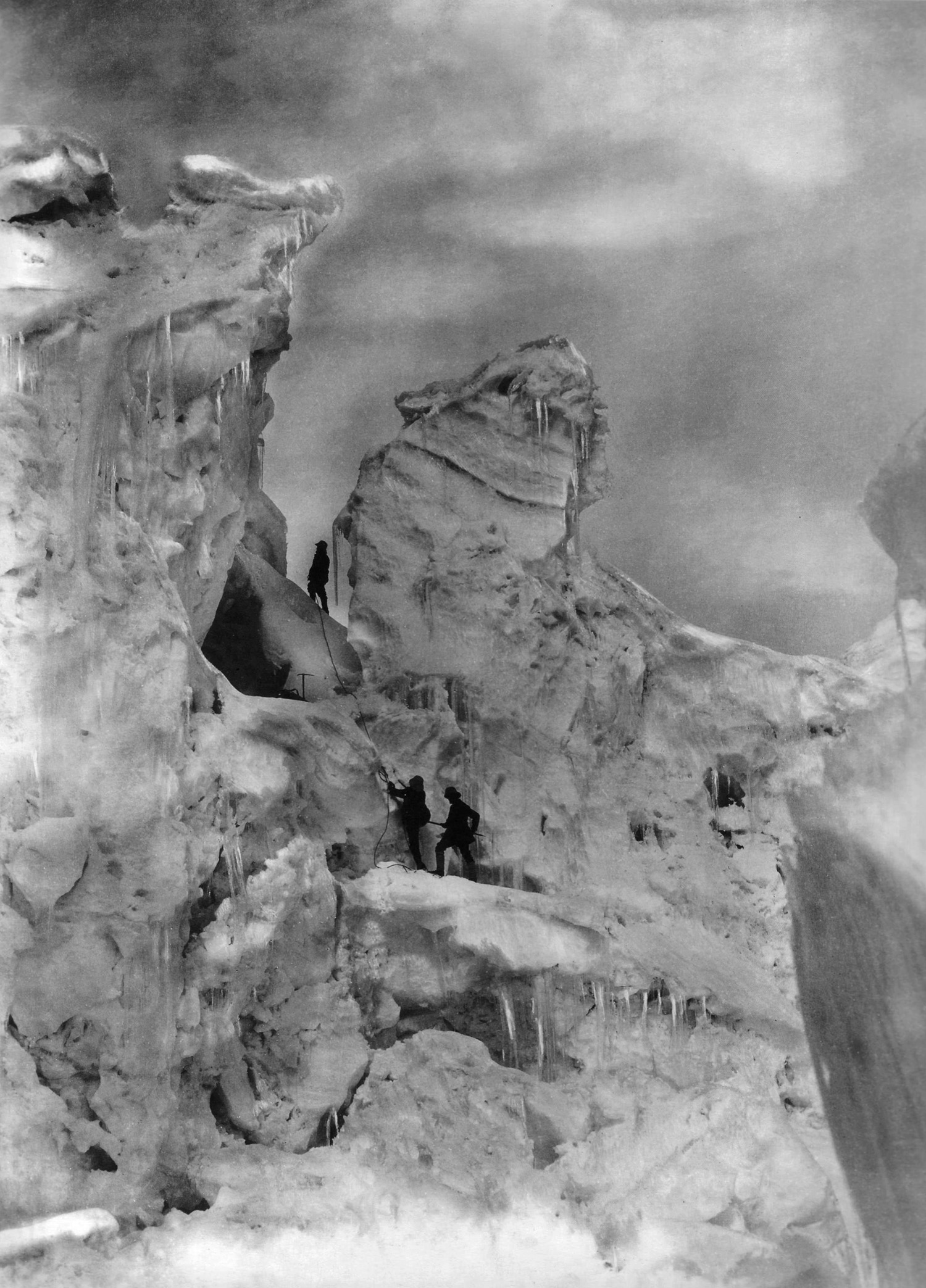
Louis-Amédée de Savoie a průvodci při lezení po ledopádu na hoře Čogolisa[9] (7665 m)